# Рэпп, Энтони
Э́нтони Дин Рэпп (англ. Anthony Deane Rapp; род. 26 октября 1971) — американский актёр и певец. Наибольшую известность ему принесла роль Марка Коэна в бродвейской постановке (1996) и киноверсии (2005) мюзикла «Богема». Он также исполнил роль Чарли Брауна в бродвейском возрождении мюзикла «Ты хороший человек, Чарли Браун» в 1999 году, и Лукаса в мюзикле «Если/Затем» в 2014 году.
Начиная с 2017 года, Рэпп исполняет роль офицера Звёздного флота Пола Стеметса в сериале «Звёздный путь: Дискавери».

## Ранние годы
Рэпп родился в Чикаго, штат Иллинойс, в семье медсестры Мэри Ли Рэпп (урождённой Бэрд; 1941—1997) и компьютерного специалиста Дугласа Рэппа (род. 1940). Его родители развелись, когда ему было 3 года, после чего Рэпп воспитывался матерью. Он рос в Джолиете, Иллинойс, вместе с сестрой Энн и братом Адамом, ныне являющимся драматургом.
Будучи ребёнком, Рэпп принимал активное участие в любительском театре, а в средней школе стал лауреатом ряда наград за пение. Он окончил старшую школу Джолиет — Уэст (англ. Joliet West High School). В 1989 году Рэпп переехал в Нью-Йорк, чтобы учиться в Нью-Йоркском университете на факультете кино, однако бросил учёбу после одного семестра.

## Карьера
Рэпп впервые появился на Бродвее в 1981 году, с ролью в мюзикле «Маленький принц и авиатор», основанном на повести Антуана де Сент-Экзюпери «Маленький принц»; постановка закрылась во время превью-показов. Он дебютировал на большом экране в комедии «Приключения приходящей няни» (1987) режиссёра Криса Коламбуса, а следом он появился в ряде фильмов и Бродвейских постановок. Среди его ролей значатся такие проекты, как «Под кайфом и в смятении», «Игры разума», «Школьные узы», «Дорожное приключение», «Шесть степеней отчуждения» (Рэпп появился как в театральной, так и в киноверсии) и «Ты хороший человек, Чарли Браун».
Рэпп исполнил роль Марка Коэна в составе Офф-Бродвейского и оригинального Бродвейского кастов мюзикла Джонатана Ларсона «Богема». После того, как он получил роль в сентябре 1994 года, Джонатан Ларсон написал несколько новых песен специально для Рэппа. Он вернулся к своей роли в киноверсии мюзикла, вышедшей 23 ноября 2005 года. Он также вернулся к своей роли для шестинедельных выступлений, начиная с 30 июля 2007 года и до 7 октября 2007 года, вместе с оригинальным членом актёрского состава Адамом Паскалем. Рэпп и Паскаль, совместно с Гвен Стюарт, оригинальной актрисой постановки, вернулись к своим ролям в национальном туре мюзикла, начиная с 6 января 2009 года.

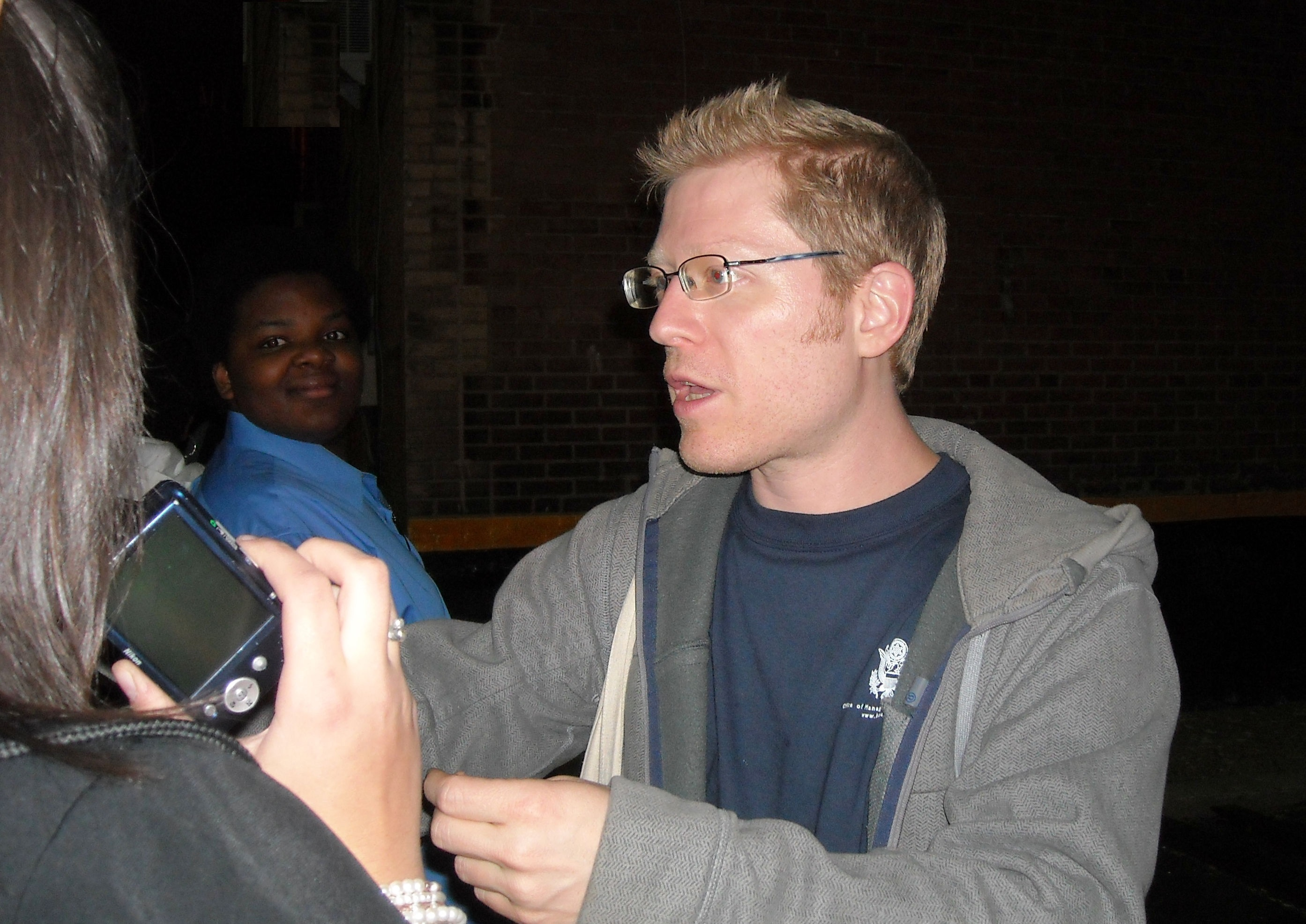
Рэпп в 2009 году после выступления с мюзиклом «Богема».

В 2000 году Рэпп выпустил сольный CD-диск под названием «Look Around». В 2006 году он опубликовал мемуары под названием «Без тебя: Мемуары о любви, потере и мюзикле „Богема“», рассказывавшие о мюзикле «Богема» и отношениях с его матерью. Он позже адаптировал мемуары для шоу одного актёра, с которым выступал на территории США.
Рэпп исполнил роль Лукаса в мюзикле «Если/Затем», участие в котором также приняла Идина Мензел, его бывшая коллега по «Богеме». Превью-показы постановки начались 5 марта 2014 года, а премьера на Бродвее состоялась в театре «Ричард Роджерс» 30 марта 2014 года. Мюзикл закрылся 22 марта 2015 года. Рэпп и оригинальный актёрский состав постановки вернулись к своим ролям в национальном туре.
В 2016 году Рэпп получил роль Офицера Пол Стемеца в телесериале «Звёздный путь: Дискавери», который стал первым открытым гей-персонажем в телевизионных шоу вселенной «Звёздного пути».

## Личная жизнь
Рэпп совершил каминг-аут перед матерью в возрасте 18 лет. В интервью с журналом «Oasis» в 1997 году, он объяснил, что скорее идентифицирует себя как квир, нежели как гей: «Я не хочу вдаваться в лейблы, но я никогда не вешал на себя ярлыки, за исключением того, что я квир. Для меня самое главное то, что я был в любящих отношениях с мужчинами... Я никогда не говорил, что я гей. Правда в том, что я любил и женщин, хотя, вероятно, в большей степени я всё же гомосексуал». Он также называл себя бисексуалом и четыре с половиной по шкале Кинси.
С января 2016 года Рэпп года состоит в отношениях с Кеном Итифолом. В ноябре 2019 года пара обручилась.

### Обвинения против Кевина Спейси
В октябре 2017 года, в интервью с порталом «BuzzFeed», Рэпп обвинил актёра Кевина Спейси в том, что тот сексуально домогался его в 1986 году, когда Рэппу было 14, а Спейси 26 лет. Рэпп был приглашён на вечеринку в доме Спейси, и после того, как все ушли Спейси поднял Рэппа на руки, перенес на кровать и попытался инициировать секс. Рэпп добавил, что однажды встречался с адвокатом для того, чтобы обсудить возможные правовые действия, однако ему сказали, что дело не заслуживает внимания. Он обсудил домогательство в интервью с журналом «The Advocate» в 2001 году, но имя Спейси было вырезано из публикации для того, чтобы избежать правовых споров и публичного аутинга. Рэпп решился рассказать о произошедшем в 2017 году, на волне обвинений в сторону продюсера Харви Вайнштейна, заручившись поддержкой своей семьи, бойфренда, представителей и адвоката. В ответ на обвинения, Спейси написал на своём аккаунте в «Твиттере», что не помнит подобного случая, но очень сожалеет, если это действительно произошло, а также попросил у Рэппа прощения за своё «непозволительное пьяное поведение». Не менее 14 пострадавших рассказали о домогательствах со стороны Спейси после признания Рэппа. Рэпп столкнулся с критикой в свой адрес, а также подвергся нападкам в интернете после обвинения.
В октябре 2022 года жюри присяжных в Нью-Йорке отклонило гражданский иск Энтони Рэппа к Кевину Спейси о сексуальных домогательствах.

## Работы

### Кино
| Год  | Русское название               | Оригинальное название            | Роль                   | Примечания             |
| ---- | ------------------------------ | -------------------------------- | ---------------------- | ---------------------- |
| 1987 | Приключения приходящей няни    | Adventures in Babysitting        | Дэрил Куперсмит        |                        |
| 1989 | Секреты склепа                 | Grave Secrets                    | Джейми                 |                        |
| 1989 | Вдали от дома                  | Far From Home                    | Пинки Сирс             |                        |
| 1992 | Школьные узы                   | School Ties                      | Ричард «МакГу» Коллинс |                        |
| 1993 | Под кайфом и в смятении        | Dazed and Confused               | Тони Олсон             |                        |
| 1993 | Шесть степеней отчуждения      | Six Degrees of Separation        | Бен                    |                        |
| 1996 | Смерч                          | Twister                          | Тони                   |                        |
| 1996 |                                | The Mantis Murder                | N/A                    |                        |
| 1997 | Дэвид в поиске                 | David Searching                  | Дэвид                  |                        |
| 1999 | Человек века                   | Man of the Century               | Тимоти Бёрнс           |                        |
| 2000 | Дорожное приключение           | Road Trip                        | Джейкоб Шульц          |                        |
| 2001 | Круиз-контроль                 | Cruise Control                   | человек в зеркале      | Короткометражный фильм |
| 2001 | Игры разума                    | A Beautiful Mind                 | Бендер                 |                        |
| 2002 |                                | Paradisco                        |                        | Короткометражный фильм |
| 2004 | Открытый дом                   | Open House                       | Барри Фарнсуорт        |                        |
| 2005 | Богема                         | Rent                             | Марк Коэн              |                        |
| 2005 | Проживая зиму                  | Winter Passing                   | Дин                    |                        |
| 2006 | Дэнни Роун: Первый режиссёр    | Danny Roane: First Time Director | играет самого себя     |                        |
| 2007 |                                | Let Them Chirp Awhile            | играет самого себя     |                        |
| 2007 | Чёрный дрозд                   | Blackbird                        | N/A                    |                        |
| 2008 |                                | Scaring the Fish                 | Джин                   |                        |
| 2009 | Любовь и прочие обстоятельства | The Other Woman                  | Саймон                 |                        |
| 2012 | Соединение                     | Junction                         | Коннор                 |                        |
| 2014 | Угнетение                      | Grind                            | Винсент                | Короткометражный фильм |
| 2015 |                                | Not Again                        | доктор Том             |                        |
| 2016 | Премьера                       | Opening Night                    | Логан Джойс            |                        |
| 2016 |                                | Do You Take This Man             | Дэниел                 |                        |
| 2016 | Мальчик                        | bwoy                             | Брэд                   |                        |
| 2018 |                                | Scrap                            | Бен                    | Короткометражный фильм |

### Телевидение
| Год        | Русское название                                     | Оригинальное название                                         | Роль                           | Примечания                          |
| ---------- | ---------------------------------------------------- | ------------------------------------------------------------- | ------------------------------ | ----------------------------------- |
| 1990       | Небо высоко                                          | Sky High                                                      | Уэс Хэнсен                     | Телевизионный фильм                 |
| 1994       | Избиение в Вест-пойнте: Трибунал Джонсона Уиттэйкера | Assault at West Point: The Court-Martial of Johnson Whittaker | кадет Фредерик Г. Ходжсон      | Телевизионный фильм                 |
| 1996       | Человек Лазаря                                       | The Lazarus Man                                               | Верити                         | Эпизод: «Panorama»                  |
| 1997       | Спин-Сити                                            | Spin City                                                     | он сам                         | Эпизод: «An Affair to Remember»     |
| 1997       | Секретные материалы                                  | The X-Files                                                   | Джефф Глейсер                  | Эпизод: «Detour»                    |
| 2000       | Подростки из прибрежного городка                     | The Beach Boys: An American Family                            | Ван Дайк Паркс                 | Телевизионный фильм                 |
| 2004, 2012 | Закон и порядок: Специальный корпус                  | Law & Order: Special Victims Unit                             | Мэтт Спевак / Нейтан Форрестер | Эпизод: «Bound» / «Lessons Learned» |
| 2006–07    | Похищенный                                           | Kidnapped                                                     | Ларри Келлогг                  | Гостевая роль, 4 эпизода            |
| 2013       | Ясновидец                                            | Psych                                                         | Закари Уоллес Зандер           | Эпизод: «Psych: The Musical»        |
| 2014       | Могло быть и хуже                                    | It Could Be Worse                                             | кастинг-директор               | Эпизод: «Uncharted Territory»       |
| 2015       | Больница Никербокер                                  | The Knick                                                     | доктор Турман Дрекслер         | Гостевая роль, 2 эпизода            |
| 2017       | Хорошая борьба                                       | The Good Fight                                                | Гленн                          | Гостевая роль, 2 эпизода            |
| 2017 — 24  | Звёздный путь: Дискавери                             | Star Trek: Discovery                                          | лейтенант Пол Стеметс          | Регулярная роль, 29 эпизодов        |
| 2018       | 13 причин почему                                     | 13 Reasons Why                                                | пастор                         | Эпизод: «Bye»                       |
| 2019       | Богема: Вживую                                       | Rent: Live                                                    | он сам                         | Телевизионный спешл                 |

### Театр
| Год     | Русское название                               | Оригинальное название               | Роль                          | Примечания                                             |
| ------- | ---------------------------------------------- | ----------------------------------- | ----------------------------- | ------------------------------------------------------ |
| N/A     | Юность разбита                                 | Youth is Broken                     | N/A                           | Офф-Бродвей                                            |
| 1981    | Эвита                                          | Evita                               | N/A                           | Региональные выступления                               |
| 1981    | Маленький принц и авиатор                      | The Little Prince and the Aviator   | маленький принц               | Бродвей; постановка никогда не открылась               |
| 1986    | Чудесные сыновья                               | Precious Sons                       | Фредди                        | Бродвей; 20 марта — 10 мая 1986                        |
| 1990    | Шесть степеней отчуждения                      | Six Degrees of Separation           | Бен                           | Бродвей; 8 ноября 1990 — 5 января 1992                 |
| 1992    | Моя судьба                                     | The Destiny of Me                   | Александр Уикс                | Офф-Бродвей                                            |
| 1993    | Софистика                                      | Sophistry                           | Джек Кан                      | Офф-Бродвей                                            |
| 1994    | Преследование в одиноких сердцах               | Trafficking in Broken Hearts        | Бобби                         | Офф-Бродвей                                            |
| 1995    | Выросшие в неволе                              | Raised in Captivity                 | Дилан Тейлор Синклер / Роджер | Офф-Бродвей                                            |
| 1995    | Богема                                         | Rent                                | Марк Коэн                     | Офф-Бродвей; 1995                                      |
| 1996    | Богема                                         | Rent                                | Марк Коэн                     | Бродвей; 1996 — 1997                                   |
| 1997    | Богема                                         | Rent                                | Марк Коэн                     | Национальный тур                                       |
| 1998    | Богема                                         | Rent                                | Марк Коэн                     | Вест-Энд                                               |
| 1998    | Яркие огни, большой город                      | Bright Lights, Big City             | N/A                           | Офф-Бродвей                                            |
| 1999    | Ты хороший человек, Чарли Браун                | You're a Good Man, Charlie Brown    | Чарли Браун                   | Бродвей; 4 февраля — 13 июня 1999                      |
| 2001    | Ноктюрн                                        | Nocturne                            | сын                           | Театр «Berkely Repertory»                              |
| 2002    | Генрих V                                       | Henry V                             | Генрих V                      | Компания «Commonwealth Shakespeare»                    |
| 2003    | Хедвиг и злосчастный дюйм                      | Hedwig and the Angry Inch           | Хедвиг Робинсон               | Театр «City»                                           |
| 2003    | Личные шутки, публичные места                  | Private Jokes, Public Places        | Уильям                        | Офф-Бродвей                                            |
| 2004    | Магазинчик ужасов                              | Little Shop of Horrors              | Сеймур Крелборн               | Национальный тур                                       |
| 2005    | 24-часовые пьесы                               | The 24 Hour Plays                   | Трисан                        | Бродвей; специальная благотворительная выставка        |
| 2005    | Электрическое чувство                          | Feeling Electric                    | доктор Мэдден                 | Нью-йоркский фестиваль мюзиклов                        |
| 2006    | Богема                                         | Rent                                | Марк Коэн                     | Бродвей; концерт в честь 10-летнего юбилея             |
| 2007    | Богема                                         | Rent                                | Марк Коэн                     | Бродвей; 30 июля — 7 октября 2007                      |
| 2007    | Сполдинг Грей: Оставшиеся для рассказа истории | Spalding Gray: Stories Left to Tell | исполнитель                   | Офф-Бродвей                                            |
| 2007–14 | Без тебя                                       | Without You                         | играет самого себя            | разные места; шоу одного актёра на основе его мемуаров |
| 2008    | Несколько американцев за границей              | Some Americans Abroad               | Генри МакНил                  | Офф-Бродвей                                            |
| 2009    | Богема                                         | Rent                                | Марк Коэн                     | Национальный тур                                       |
| 2012    | Поп!                                           | Pop!                                | N/A                           | Театр «City»                                           |
| 2015    | Если/Затем                                     | If/Then                             | Лукас                         | Бродвей; 30 марта 2014 — 22 марта 2015                 |
| 2015    | Если/Затем                                     | If/Then                             | Лукас                         | Национальный тур; 13 октября 2015 — 15 августа 2016    |

### Дискография
| Год  | Название                                                      | Примечания                                                   |
| ---- | ------------------------------------------------------------- | ------------------------------------------------------------ |
| 1996 | Богема (оригинальный Бродвейский саундтрек)                   |                                                              |
| 1999 | Ты хороший человек, Чарли Браун (новый Бродвейский саундтрек) |                                                              |
| 2000 | Look Around                                                   | Сольный альбом                                               |
| 2012 | Без тебя (оригинальный Бродвейский саундтрек)                 | Сольный альбом                                               |
| 2014 | Если/Затем (оригинальный Бродвейский саундтрек)               |                                                              |
| 2016 | Acoustically Speaking: Live at Feinstein's/54 Below           | Соло-исполнение на 14 треках; лайв-концерт с Адамом Паскалем |

### Видеоигры
| Год  | Название                    | Роль        |
| ---- | --------------------------- | ----------- |
| 2019 | Star Trek Online: Awakening | Пол Стеметс |

## Награды и номинации
| Год  | Ассоциация                                             | Категория                              | Работа           | Результат |
| ---- | ------------------------------------------------------ | -------------------------------------- | ---------------- | --------- |
| 1986 | Премия Внешнего общества критиков                      | Лучший актёр в мюзикле                 | Чудесные сыновья | Победа    |
| 1986 | Премия «Драма Деск»                                    | Лучший актёр в мюзикле                 | Чудесные сыновья | Номинация |
| 1996 | Премия «Оби»                                           | Особые заслуги                         | Богема           | Победа    |
| 2001 | Премия «ACC»                                           | Лучший актёрский состав                | Игры разума      | Номинация |
| 2001 | Премия Гильдии киноактёров США                         | Лучший актёрский состав в игровом кино | Игры разума      | Номинация |
| 2005 | Премия «Stinkers Bad Movie»                            | Худшее исполнение песни                | Богема           | Номинация |
| 2006 | Ассоциация кинокритиков вещательных компаний           | Лучшее исполнение песни                | Богема           | Номинация |
| 2006 | Ассоциация кинокритиков вещательных компаний           | Лучший актёрский состав                | Богема           | Номинация |
| 2006 | Премия «OFTA Film»                                     | Лучшая адаптированная музыка           | Богема           | Номинация |
| 2014 | Выбор аудитории Broadway.com                           | Любимый актёр второго плана в мюзикле  | Если/Затем       | Победа    |
| 2017 | Премия «Человек года» по версии издания «The Advocate» | N/A                                    | N/A              | Финалист  |